# Pseudorca
A Pseudorca az emlősök (Mammalia) osztályának párosujjú patások (Artiodactyla) rendjébe, ezen belül a delfinfélék (Delphinidae) családjába tartozó nem.

## Rendszerezés
A nembe az alábbi 1 élő faj és 2 fosszilis faj tartozik:
- kis kardszárnyúdelfin (Pseudorca crassidens) (Owen, 1846) - típusfaj; középső pleisztocén-jelen; Világszerte[2][3]
- †Pseudorca yokoyamai Matsumoto, 1926 - pliocén-pleisztocén; Japán[4][5][6]
- †Pseudorca yuanliensis - pliocén; Tajvan[7]

## Fordítás
- Ez a szócikk részben vagy egészben  a   Pseudorca című angol Wikipédia-szócikk ezen változatának fordításán alapul.  Az eredeti cikk szerkesztőit annak laptörténete sorolja fel. Ez a jelzés csupán a megfogalmazás eredetét és a szerzői jogokat jelzi, nem szolgál a cikkben szereplő információk forrásmegjelöléseként.